# Австралийский жестовый язык
Австрали́йский же́стовый язы́к (англ. Auslan) — жестовый язык, распространённый в австралийском сообществе глухих. Термин «ауслан» является сокращением словосочетания «Australian sign language». Австралийский жестовый язык входит в семью британского жестового языка, испытал влияние ирландского жестового языка.
Как и остальные жестовые языки, ауслан не является калькой с какого-либо звучащего языка, его грамматика мало похожа на английскую; кроме того, он появился естественным путём, автономно, и не является искусственным.
Оценить количество носителей ауслана сложно. Число людей, предпочитающих его для общения, по разным данным, около 6500, а согласно данным переписи 2006 года, языком пользовались всего 7150 человек. Число носителей может быть занижено, хотя имеются оценки ауслана как неблагополучного (исчезающие языки).

## Юридический статус
Ауслан распознаётся правительством Австралии как «язык общины» и предпочтительным языком в сообществе глухих.
В 1982 году была начата регистрация переводчиков жестового языка в NAATI, а в 1989 году был опубликован первый словарь ауслана. С 1990-х годов ауслан стал постоянно использоваться в образовательном процессе. Принятый в 1992 Disability Discrimination Act вызвал резкое увеличение количества переводчиков австралийского жестового языка в высших учебных заведениях. В некоторых из них можно пройти курс ауслана по выбору, а в университетах TAFE и получить диплом переводчика. В 2012 году было решено о закрытии единственного в штате Виктория курса, готовившего переводчиков жестового языка, однако в результате действий протестующих граждан программа финансирования была пересмотрена.
Несмотря на увеличивающееся число носителей, язык редко употребляется на массовых мероприятиях; на телевидении нет переведённых передач. На общественном телеканале C31 Melbourne выходит передача «Deaf TV», где говорят только на ауслане. Передачу продюсируют добровольцы из сообщества глухих.

## История
Ауслан произошёл от британского и ирландского жестовых языков, привезённых в страну в XIX веке. Первый известный глухой переселенец — заключённая Элизабет Стил, прибывшая в 1790 году в составе Второго флота на судне «Lady Juliana», однако нет данных о том, использовала ли она жестовый язык. Первый носитель жестового языка, прибывший в Австралию, — Джон Кармайкл (англ. John Carmichael), приплывший в Сидней из Эдинбурга. Там он учился в школе для глухих и прославился как хороший рассказчик.
35 лет спустя, в 1860 году, в Новом Южном Уэльсе открылась первая школа для глухих, Королевская школа для глухих и слепых детей, её основателем стал глухой шотландец Томас Пэттисон. В Виктории аналогичное заведение открылось через несколько недель. Основателем Викторианского колледжа для глухих стал глухой англичанин, Фредерик Роуз, обучавшийся в школе для глухих в Лондоне. Эти две и другие школы играли очень важную роль в становлении ауслана, так как в них большинство детей узнавало о нём. На протяжении большей части XX века использование жестового языка было запрещено.
Ирландский жестовый язык повлиял на ауслан благодаря тому, что на нём до 1950-х годах говорили дети в католических школах. Первая католическая школа для глухих детей была основана в 1875 году ирландскими монахинями.
В XX веке ауслан начал активно заимствовать слова из амслена, американского жестового языка. Особенно много среди заимствований технических терминов.

## Ауслан и английский
Часто встречается ошибочное мнение о том, что в англоговорящем мире один жестовый язык и/или этот язык имеет какую-то связь с английским. Тем не менее, английский оказывает влияние на жестовый язык. С другой стороны, порядок слов в английском и ауслане разный, а многие слова не имеют прямого перевода.

### Пальцевый алфавит
Для проговаривания слов английского языка в ауслане используется тот же двуручный пальцевый алфавит, что и в британском жестовом языке. Он используется для обозначения личных имён и названий, а также неизвестных и отсутствующих понятий и заимствований. Процент слов, проговаривающихся пальцами, в ауслане составляет около 10 % лексикона, аналогично амслену. В других жестовых языках, например, в новозеландском жестовом языке, этот процент обычно ниже. Наиболее часто показываются пальцами слова «so», «to», «if», «but» и «do».

### Калькирующая английская жестовая речь
- Основная статья: Калькирующая английская жестовая речь[англ.]

В конце 1970-х был создан австралазийский жестовый язык, призванный облегчить изучение преподавателями за счёт аналогичной английскому грамматике, однако сообщество глухих часто выступает против его использования. За исключением нескольких прижившихся знаков, он вышел из употребления.

## «Родной язык»
В отличие от устных языков, жестовые языки дети обычно учат не от родителей, так как у всего около 4—5 % глухих детей один из родителей имеет нарушения слуха. Часть носителей учат ауслан в сознательном возрасте. Часть носителей ауслана считает его своим родным языком, считая английский для себя вторым.

## Варианты и стандартизация
Ауслан у разных носителей варьирует в зависимости от их возраста, типа обучения и происхождения. У ауслана нет литературной или стандартизированной формы, ввиду отсутствия достаточного количества регулирующих организаций ауслан стал значительно более разнороден, чем английский язык.
Считается, что у ауслана два основных диалекта — северный (квинслендский, ново-южно-уэльский) и южный (штатов Виктория, Южная и Западная Австралия и острова Тасмания). В них отличается лексический состав — разные жесты используются даже для обозначения цветов, животных и дней недели; грамматические отличия незначительны.

## Жестовые языки аборигенов Австралии и ауслан
- Основная статья: Языки жестов австралийских аборигенов

Существует несколько не родственных ауслану жестовых языков аборигенов Австралии, к примеру, варлпири и йолнгу. Глухие аборигены, населяющие Северный Квинсленд, говорят на собственном диалекте ауслана, в котором преимущественно аборигенская лексика и аусланская грамматика.

## Письменность
У ауслана нет общепринятой письменности, хотя относительно широко известна система SignWriting
Глухие обычно умеют читать и писать по-английски, хотя владение им в среднем слабое.